# Arado Ar 66
De Arado Ar 66 is een gevechts- en trainings-vliegtuig uit de Tweede Wereldoorlog gebruikt door Duitsland. De Arado Ar 66 was een dubbeldekker ontwikkeld door Walter Rethel.

## ontwikkeling en ontwerp
De eerste plannen van Arado Ar 66 lagen in 1931 op tafel, het vliegtuig was ontwikkeld door Walter Rethel. In 1932 had hij en prototype klaar.
De romp had een ovale dwarsdoorsnede en is gemaakt van gelaste buizen, bedekt met stof. De dubbele vleugels hadden een zeer grote lift, zelfs op lage snelheden. Beide vleugels hadden dezelfde spanwijdte. Er waren rolroeren in zowel de bovenste en onderste vleugels. De staart had een conventioneel ontwerp, met de horizontale stabilisator gemonteerd op de rompbovenrand. Het roer was geplaatst achter de lift. Het uit stalen buizen bestaande onderstel werd gehecht aan de romp in een "V"-vorm en er werd gebruikgemaakt van een hogedrukrubbervering.

## oparationele geschiedenis
De Arado Ar 66 werd vooral gebruikt als trainingsvliegtuig tijdens de Tweede Wereldoorlog maar werd vanaf 1943 ook gebruikt aan het oostfront.